# Хунта 1930 року в Бразилії
Хунта 1930 року, відома також як Перша хунта й Хунта примирення — військова хунта, тріумвірат, що правив Бразилією з 24 жовтня до 3 листопада 1930 року.
Члени тріумвірату:
- Аугусту Фрагозу, генерал, глава хунти;
- Менна Баррету, генерал;
- Ісайас ді Норонья, адмірал.

Хунта прийшла до влади під час революції 1930 року, усунувши президента Вашингтона Луїса, уряд якого був неспроможним протистояти революції. Однак уже 3 листопада, не бажаючи продовження кровопролиття, хунта добровільно передала владу лідеру революціонерів Жетуліу Варгасу, за що й отримала назву «Хунта примирення». Так почалась ера Варгаса.